# Staavia dodii
Staavia dodii är en tvåhjärtbladig växtart som beskrevs av Harry Bolus. Staavia dodii ingår i släktet Staavia och familjen Bruniaceae. Inga underarter finns listade.